# Habitatge a la carretera de la Font Picant (Sant Hilari Sacalm)
L'Habitatge a la carretera de la Font Picant és una obra de Sant Hilari Sacalm (Selva) inclosa a l'Inventari del Patrimoni Arquitectònic de Catalunya.

## Descripció
Casa aïllada, situada a la carretera que va en direcció a la Font Picant.
Consta de planta baixa, pis i golfes, i té una teulada a doble vessant.
Tota la façana és encoixinada, i inclús hi ha encoixinats als brancals de les obertures, que són en arc rebaixat (de rajol), i a la part superior de la cornisa, coronada per un frontó triangular que presenta al centre un esgraonat.
La finestra central del pis té un balcó.
La casa està protegida per un petit mur, realitzat en obra i amb ferro forjat, al voltant de la casa hi ha un jardí.